# Willisau Stadt
Willisau Stadt foi uma comuna da Suíça, no Cantão Lucerna, com cerca de 3.087 habitantes. Estendia-se por uma área de 3,35 km², de densidade populacional de 921 hab/km². Confinava com as seguintes comunas: Alberswil, Gettnau, Willisau Land.
A língua oficial nesta comuna era o Alemão.

## História
Em 1 de janeiro de 2006, passou a formar parte da nova comuna de Willisau.